# Universidad Distrital Francisco José de Caldas
L’université districtale Francisco José de Caldas (espagnol : Universidad Distrital Francisco José de Caldas), est un établissement d'enseignement supérieur situé à Bogota, en Colombie. Elle doit son nom à Francisco José de Caldas, héros et martyr de l'indépendance du pays.